# Route du Sud 2015
La Route du Sud 2015, trentanovesima edizione della corsa, si svolse dal 18 al 21 giugno su un percorso di 692 km ripartiti in 4 tappe, con partenza da Lourdes e arrivo a Gaillac. Fu vinta dallo spagnolo Alberto Contador della Tinkoff-Saxo davanti al colombiano Nairo Quintana e al francese Pierre-Roger Latour.

## Tappe
| Tappa  | Data      | Percorso                     | km  | Vincitore di tappa | Leader cl. generale |
| ------ | --------- | ---------------------------- | --- | ------------------ | ------------------- |
| 1ª     | 18 giugno | Lourdes > Auch               | 204 | Steven Tronet      | Steven Tronet       |
| 2ª     | 19 giugno | Auch > Saint-Gaudens         | 141 | Bryan Coquard      | Steven Tronet       |
| 3ª     | 20 giugno | Izaourt > Bagnères-de-Luchon | 181 | Alberto Contador   | Alberto Contador    |
| 4ª     | 21 giugno | Revel > Gaillac              | 166 | Bryan Coquard      | Alberto Contador    |
| Totale | Totale    | Totale                       | 692 |                    |                     |

## Dettagli delle tappe

### 1ª tappa
- 18 giugno: Lourdes > Auch – 204 km

| Pos. | Corridore                 | Squadra     | Tempo    |
| ---- | ------------------------- | ----------- | -------- |
| 1    | Steven Tronet             | Auber 93    | 4h59'41" |
| 2    | Romain Hardy              | Cofidis     | s.t.     |
| 3    | Michael Carbel Svendgaard | Cult Energy | s.t.     |

| Pos. | Corridore                 | Squadra     | Tempo    |
| ---- | ------------------------- | ----------- | -------- |
| 1    | Steven Tronet             | Auber 93    | 4h59'31" |
| 2    | Romain Hardy              | Cofidis     | a 4"     |
| 3    | Michael Carbel Svendgaard | Cult Energy | a 6"     |

### 2ª tappa
- 19 giugno: Auch > Saint-Gaudens – 141 km

| Pos. | Corridore        | Squadra  | Tempo    |
| ---- | ---------------- | -------- | -------- |
| 1    | Bryan Coquard    | Europcar | 3h23'25" |
| 2    | Quentin Jauregui | AG2R     | s.t.     |
| 3    | Armindo Fonseca  | Bretagne | s.t.     |

| Pos. | Corridore     | Squadra  | Tempo    |
| ---- | ------------- | -------- | -------- |
| 1    | Steven Tronet | Auber 93 | 8h22'56" |
| 2    | Bryan Coquard | Europcar | a 3"     |
| 3    | Romain Hardy  | Cofidis  | a 4"     |

### 3ª tappa
- 20 giugno: Izaourt > Bagnères-de-Luchon – 181 km

| Pos. | Corridore           | Squadra      | Tempo    |
| ---- | ------------------- | ------------ | -------- |
| 1    | Alberto Contador    | Tinkoff-Saxo | 4h48'05" |
| 2    | Nairo Quintana      | Movistar     | a 13"    |
| 3    | Pierre-Roger Latour | AG2R         | a 35"    |

| Pos. | Corridore           | Squadra      | Tempo     |
| ---- | ------------------- | ------------ | --------- |
| 1    | Alberto Contador    | Tinkoff-Saxo | 13h11'04" |
| 2    | Nairo Quintana      | Movistar     | a 17"     |
| 3    | Pierre-Roger Latour | AG2R         | a 41"     |

### 4ª tappa
- 21 giugno: Revel > Gaillac – 166 km

| Pos. | Corridore            | Squadra  | Tempo    |
| ---- | -------------------- | -------- | -------- |
| 1    | Bryan Coquard        | Europcar | 3h42'18" |
| 2    | Lorenzo Manzin       | FDJ      | s.t.     |
| 3    | Leonardo Fabio Duque | Colombia | s.t.     |

| Pos. | Corridore           | Squadra      | Tempo     |
| ---- | ------------------- | ------------ | --------- |
| 1    | Alberto Contador    | Tinkoff-Saxo | 16h53'22" |
| 2    | Nairo Quintana      | Movistar     | a 17"     |
| 3    | Pierre-Roger Latour | AG2R         | a 41"     |

## Classifiche finali

### Classifica generale
| Pos. | Corridore            | Squadra                      | Tempo     |
| ---- | -------------------- | ---------------------------- | --------- |
| 1    | Alberto Contador     | Tinkoff-Saxo                 | 16h53'22" |
| 2    | Nairo Quintana       | Movistar Team                | a 17"     |
| 3    | Pierre-Roger Latour  | Ag2r-La Mondiale             | a 41"     |
| 4    | Stéphane Rossetto    | Cofidis                      | a 1'06"   |
| 5    | Eduardo Sepúlveda    | Bretagne-Séché Environnement | s.t.      |
| 6    | Miguel Ángel Rubiano | Colombia                     | a 1'31"   |
| 7    | Alberto Gallego Ruiz | Radio Popular-Boavista       | a 2'08"   |
| 8    | Ricardo Vilela       | Caja Rural-Seguros RGA       | a 3'05"   |
| 9    | Federico Figueiredo  | Radio Popular-Boavista       | a 3'06"   |
| 10   | Julien Loubet        | Team Marseille 13-KTM        | a 3'14"   |